# Igman
Igman är ett berg i centrala Bosnien och Hercegovina. Berget ligger i den sydvästra delen av Sarajevo och ligger nära berget Bjelašnica och staden Ilidža. Igmans högsta topp är 1 502 meter, vilket gör den till det lägsta av bergen runt Sarajevo. 
Igman är en populär plats för fotvandring och att skidåkning. Under olympiska vinterspelen 1984 var Igman det huvudsakliga berget som användes för de olympiska spelen, tillsammans med Jahorina och Bjelašnica. Vid Malo Polje-området tävlade man i backhoppning, inklusive backhoppningsmomentet vid tävlingarna i nordisk kombination. I Veliko Polje-området hölls skidskytte, längdskidåkning, och längdskidåkningsmomentet vid tävlingarna i nordisk kombination.
Vid Igman har man uppmätt den lägsta temperaturen i regionen, −43 °C . Vid klart väder kan bergbestigare se hela vägen till Montenegro och Adriatiska havet.

### Fotnoter
1. ↑  Officiell rapport från olympiska vinterspelen 1984. Arkiverad 26 november 2011 hämtat från the Wayback Machine. pp. 18-58, 106-7.